# Ljubomir Nedjo Borković
Ljubomir Nedjo Borković (1926 - 2010) was een Joegoslavisch politicus van de partij Liga van Communisten van Kosovo (Savez Komunista Kosovo (i Metohija) (SKK)), de toentertijd enige politieke partij van Kosovo.
Van 5 mei 1984 tot mei 1986 was hij voorzitter van de Uitvoerende Raad, vergelijkbaar met premier, van de Socialistische Autonome Provincie Kosovo, de naam van Kosovo tussen 1974 en 1990, nadat het meer autonomie was toegekend. Zijn voorganger was Imer Pula en zijn opvolger Namzi Mustafa.